# Diòcesi de Sant Sebastià
La diòcesi de Sant Sebastià (en llatí: Dioecesis Sancti Sebastiani) és una diòcesis d'Espanya sufragània de l'arquebisbat de Pamplona i Tudela. Pel 2014 tenia 641.193 batejats sobre 708.207 habitants. L'actual bisbe és José Ignacio Munilla Aguirre.

## Territori
La diòcesi compren el territori basc de Guipúscoa. La seu bisbat és a la ciutat de Sant Sebastià, on s'hi troba la catedral del Bon Pastor.
El territori és subdividit en 215 parròquies, reagrupades en 15 arxipretats: Arrasate‑Mondragón, Azpeitia, Bergara, Donostia‑Antiguo, Donostia‑San Inazio, Donostia‑Santa Maria, Eibar, Errenteria, Hernani, Herrera‑Alza, Irun, Ordizia, Tolosa, Zarautz i Zumarraga.

## Història
La diòcesi va ser creada el 2 de novembre de 1949 novembre amb la butlla Quo commodius de Pius XII, amb territori desmembrat de la Diòcesi de Vitòria. Originalment era sufragània de l'arquebisbat de Burgos.
L'11 d'agost de, 1956 es va convertir en part de la província eclesiàstica de l'Arxidiòcesi de Pamplona (ara Arquebisbat de Pamplona i Tudela).

## Episcopologi
- Jaume Font i Andreu (13 de maig de 1950-13 de febrer de 1963, finat).
- Lorenzo Bereciartua Balerdi (30 d'agost de 1963 - 23 d'octubre de 1968, finat).
- Jacinto Argaya Goicoechea (10 de desembre de 1968 -17 de febrer de 1979, finat).
- José María Setién Alberro (17 de febrer de 1979 - 13 de gener de 2000)
- Juan María Uriarte Goiricelaya, (2000 - 2010)
- José Ignacio Munilla Aguirre, (9 de gener de 2010 - ...)

## Estadístiques
| any  | població | població | població | sacerdots | sacerdots       | sacerdots       | sacerdots              | diaques | religiosos | religiosos | parròquies |
| ---- | -------- | -------- | -------- | --------- | --------------- | --------------- | ---------------------- | ------- | ---------- | ---------- | ---------- |
| any  | batejats | total    | %        | total     | clergue secular | clergue regular | batejats por sacerdote | diaques | homes      | dons       |            |
| 1950 | 373.500  | 374.029  | 99,9     | 850       | 553             | 297             | 439                    |         | 886        | 2.955      | 158        |
| 1960 | ?        | 600.187  | ?        | ?         | 1.177           | 676             | 501                    |         | 1.221      | 3.482      | 193        |
| 1980 | 708.638  | 714.693  | 99,2     | 1.083     | 604             | 479             | 654                    |         | 910        | 2.747      | 211        |
| 1990 | 685.000  | 697.435  | 98,2     | 814       | 480             | 334             | 841                    |         | 684        | 2.194      | 214        |
| 1999 | 667.000  | 676.208  | 98,6     | 660       | 357             | 303             | 1.010                  |         | 577        | 1.474      | 215        |
| 2000 | 672.000  | 681.258  | 98,6     | 648       | 358             | 290             | 1.037                  |         | 510        | 1.406      | 216        |
| 2001 | 668.000  | 677.275  | 98,6     | 655       | 340             | 315             | 1.019                  |         | 410        | 1.198      | 216        |
| 2002 | 612.062  | 680.069  | 90,0     | 638       | 324             | 314             | 959                    |         | 533        | 1.776      | 216        |
| 2003 | 616.929  | 683.415  | 90,3     | 556       | 316             | 240             | 1.109                  |         | 550        | 1.704      | 216        |
| 2004 | 621.988  | 684.416  | 90,9     | 651       | 318             | 333             | 955                    |         | 576        | 1.703      | 216        |
| 2010 | 649.899  | 705.698  | 92,1     | 486       | 263             | 223             | 1.337                  |         | 406        | 1.506      | 215        |
| 2014 | 641.193  | 708.207  | 90,5     | 445       | 238             | 207             | 1.440                  | 1       | 366        | 1.247      | 215        |